# Riksdagens internationella delegationer
Sveriges riksdag har ett antal internationella delegationer vilka är en del av riksdagsledamöternas interparlamentariska samarbeten. Syftet med dessa är att bygga nätverk mellan parlamentariker, skapa erfarenhetsutbyten och arbeta för förbättringar inom utvalda områden.
Totalt ingår omkring 100 riksdagsledamöter i riksdagens nio olika delegationer till parlamentariska församlingar och ledamöterna väljs ut I början av varje mandatperiod. 
De riksdagsledamöter som har utsetts deltar vid återkommande möten, så kallade sessioner, och diskuterar aktuella frågor. På sessionerna antar mötesdeltagarna slutligen resolutioner. Resolutioner är offentligt deklarerade politiska beslut och rekommendationer riktade mot medlemsländernas regeringar eller parlament. De är i regel icke-bindande för de nationella regeringarna och parlamenten.
Antalet medlemsländer i församlingarna varierar, vilket gör sessionerna till utmärkta arenor för riksdagsledamöterna att träffa kollegor från andra delar av världen.
Lista över riksdagens internationella delegationer:
Nordiska rådets delegation ingår i Nordiska rådet där  de nordiska ländernas parlament och regeringar samarbetar. Nordisk nivå.
Delegationen till Europarådets parlamentariska församling arbetar för att skapa en gemensam värdegrund grundad på mänskliga rättigheter, demokrati och rättsstatens principer. Europanivå.
Delegationen till den parlamentariska församlingen för Organisationen för säkerhet och samarbete i Europa (OSSE) arbetar för en säkerhetspolitisk dialog och samverkan i Europa. Organisationens främsta mål är att arbeta för att förebygga konflikter och skydda mänskliga rättigheter. Europanivå.
Delegationen till den Interparlamentariska unionen (IPU) är en global organisation för självständiga staters parlament. Organisationens huvudsakliga syfte är att arbeta för fred och mellanfolkligt samarbete. Global nivå.
Delegationen till Natos parlamentariska församling arbetar med försvars- och säkerhetspolitiska frågor i och är ylle för Natos medlemsländer och associerade medlemmar.
Delegationen till den parlamentariska församlingen för Unionen för Medelhavet (PA-UfM) arbetar med att främja dialog mellan EU och Medelhavsländerna. Församlingens mål är att skapa ett gemensamt område runt Medelhavet med fred och stabilitet, delat välstånd och förstärkt samarbete i sociala och kulturella frågor, baserat på grundläggande principer som respekt för mänskliga rättigheter och demokrati.
Den parlamentariska Östersjökonferensen (Baltic Sea Parliamentary Conference, BSPC) är ett forum för politisk dialog mellan parlamentariker i Östersjöregionen. Syftet med samarbetet är att uppmärksamma och driva frågor av betydelse för Östersjöregionen samt att stödja olika initiativ som främjar en hållbar utveckling inom miljö och det sociala området.
Den arktiska parlamentarikerkonferensen (Conference of Parliamentarians of the Arctic Region, CPAR) är ett forum för politisk dialog mellan parlamentariker i den Arktiska regionen. Syftet med samarbetet är att driva frågor av betydelse för den arktiska regionen och dess befolkning. 
Det parlamentariska Barentssamarbetet har till syfte att uppmärksamma och driva frågor som är av gemensamt intresse för länder och regioner i Barentsområdet. 